# Amat victoria curam
Amat victoria curam è una locuzione latina che significa letteralmente "il successo ama la preparazione". È una frase d'autore, tratta dal carme 62 del Liber di Catullo.
In generale, il significato è quello che i risultati si ottengono solo se c'è una preparazione attenta e una cura nei dettagli senza lasciare alcunché al caso.